# 旅馆战争
旅馆战争是指黎巴嫩内战期间发生于贝鲁特商业地区Minet El Hosn区的一系列冲突。这一系列冲突使得这一地区成为了黎巴嫩内战期间最早出现的战线之一。
这场战斗是基督教保守派的黎巴嫩阵线与由穆斯林和左翼人士组成的黎巴嫩民族运动及巴解组织之间第一次大规模冲突。战斗争夺的是贝鲁特商业区西北角毗邻地中海地区的一块旅馆聚集区的控制权。冲突很快蔓延到了贝鲁特市中心的其他地区。在一些冲突中双方从不同旅馆的楼顶和房间内向对方发射火箭弹和炮弹。狙击手也被广泛使用。
这一系列冲突最终使得基督教民兵被赶出了该地区，尤其是该地区的众多旅馆，包括圣乔治、假日旅店、棕榈滩、诺曼底、希尔顿、阿尔卡沙尔宫、怡东和腓尼基洲际酒店。

## 背景
这一旅馆聚集区位于Jounblatt 和Minet el-Hosn两个区之间，聚集着大量现代化的旅馆，包括假日旅店、圣乔治、腓尼基洲际酒店、棕榈滩、怡东、美刻尔和阿尔卡沙尔。这些旅馆中不少是高层建筑，但并非所有都在1975年黎巴嫩内战爆发前完工。除了这些旅馆，该地区还有两座建筑具有战术意义：尚未完工的高达30层的穆尔大厦(Murr Tower)和当时贝鲁特最高建筑里泽克大厦（Rizk Tower）。这两座大厦及周边的旅馆比毗邻的住有基督教徒和穆斯林的居民区都要高。这一地区 并没有收到正在发生的冲突的影响，并且大部分旅馆都照常营业。不过这种情况即将发生改变。

## 战斗经过
1975年10月
第一轮冲突发生在1975年10月24日，一队来自 Ibrahim Kulaylat 领导下的“独立纳赛尔主义运动”的武装分子（绰号“泽达尼之鹰Hawks of
Zeidani）占领了空置的穆尔大厦并从高层向附近的基督教徒聚居的街道发射火箭弹。在战斗中，据报道独立纳赛尔主义运动动用了200到300名武装分子，而有一些消息称这伙武装分子有500人之多。
作为回应，黎巴嫩长枪党的民兵在William Hawi和巴希尔·杰马耶勒的领导下开始在该地区主要旅馆周边占据阵地，但他们很快发现由于行动被穆尔大厦内的武装分子观察的一清二楚并且遭到他们的重机枪火力打击，他们处于很不利的位置。在一个由5辆临时改装的装甲车支援下，长枪党武装分子攻入了三座旅馆—假日旅店、圣乔治旅馆和腓尼基洲际酒店，之后长枪党与黎巴嫩民族运动之间展开了长达5天的激烈枪战。
在10月28日，局势进一步恶化。当时在基督教徒控制的地盘Nejmeh广场旁的议会大楼发生枪击事件。一辆满载来自贝鲁特西部的穆斯林民兵的轿车成功驶抵议会大楼，在通过扬声器高呼反对议会的口号之后，他们向刚参加完议会活动正在离开议会大楼一群代表开火射击。袭击导致2人丧生，其中1人是长枪党领导人皮埃尔·杰马耶勒的保镖。杰马耶勒当时里的不远，但没有受伤。

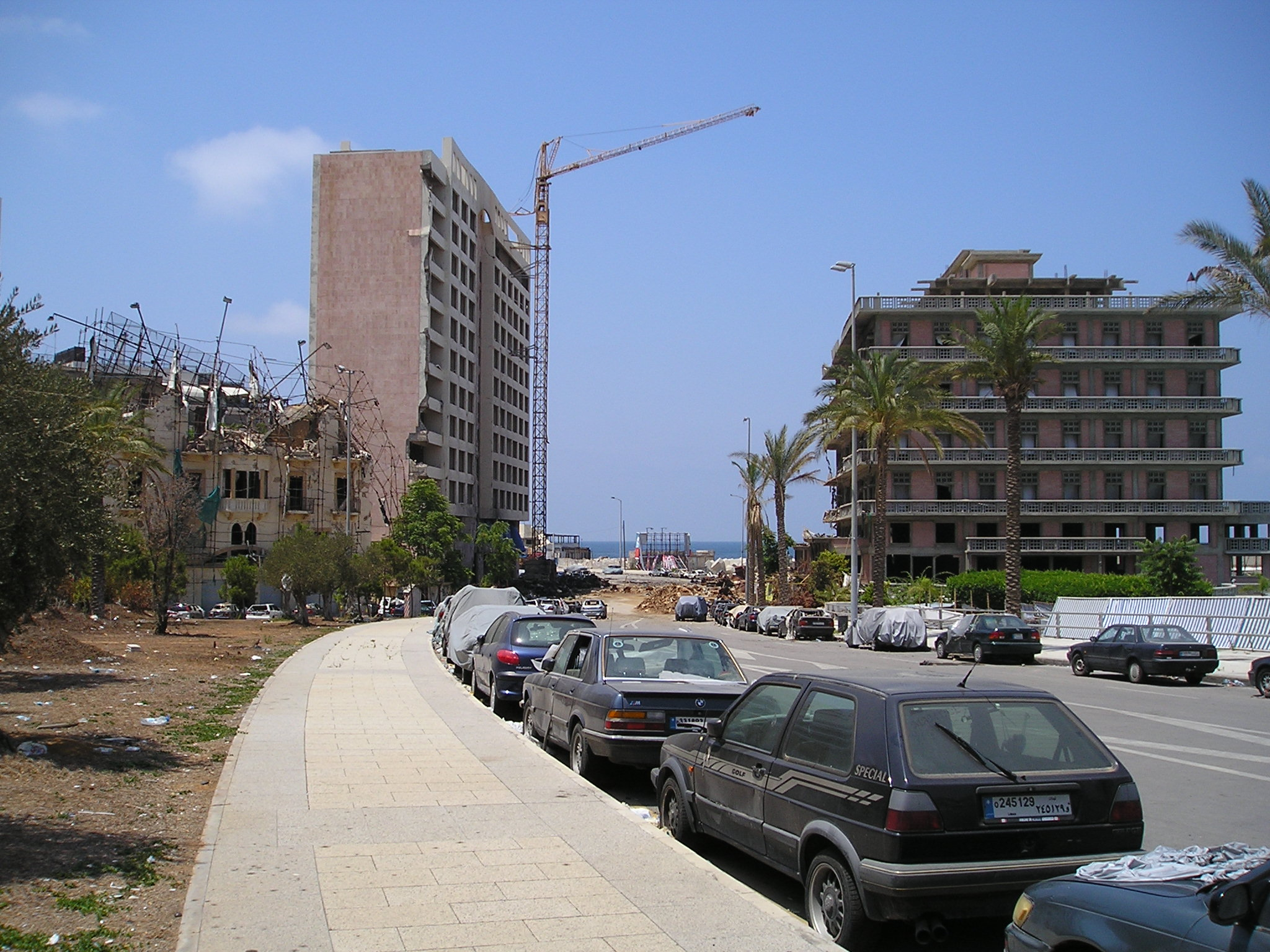
图中的右侧即圣乔治酒店，拍摄于2005年

尽管如此，在10月29日，总理拉希德·卡拉米还是要求交战双发停止交战，以便允许被困在旅的平民和工作人员撤离战区。其中光假日旅店就有超过200人被困，大部分为游客。撤离行动有内卫部队的一支摩托化宪兵部队执行，他们使用了V200型装甲车。而冲突在撤离行动完毕后立马又继续了。在10月31日双方再次停火，以便允许撤离的人员如果愿意的话，返回当地带走各自的财产。
1975年11月
总理拉希德·卡拉米试图使旅馆聚集区非军事化，但长枪党拒绝撤出他们在假日旅店、圣乔治旅馆和腓尼基洲际酒店以及周边建筑的阵地，除非穆尔大厦内的穆斯林武装分子被内卫部队的宪兵撤换。尽管卡拉米总理成功说服独立纳赛尔主义运动的领导人Ibrahim Kulaylat将他的武装分子撤出了穆尔大厦，但是长枪党武装没有做出相应举措，他们依旧呆在阵地不肯撤军。
1975年12月
尽管有名义上的停火协议，但是旅馆区还是重燃战火。独立纳赛尔主义运动与“闪电突击队”及其他各支盟军攻击了基督教民兵占据的建筑物。在进攻中，苏制RPG-7火箭筒和车载106毫米无坐力炮被用作直射火力支援。这在黎巴嫩还是头一次发生。
这次行动由Ibrahim Kulaylat领导，他计划占领这一地区并最终重创黎巴嫩长枪党武装，以迫使他们接受和平协议。12月8日至9日，在腓尼基洲际酒店发生了惭愧并且拉锯的近距离战斗，军官最终长枪党成员被迫撤出部分旅馆建筑物，但他们还是守住了位于假日酒店的主要据点。
Ibrahim Kulaylat的行动没有达到预期结果。到了12月10日，穆斯林游击队在阿尔卡沙尔酒店苦苦死守，尽管建筑物部分楼层已经燃起熊熊大火。尽管如此，当天穆斯林民兵成功突袭并占领了双方苦苦争夺的腓尼基洲际酒店并在次日发动了另一次针对基督教民兵和内卫部队阵地的突袭行动。基督教民兵在阵地上击退了穆斯林民兵的进攻，但内卫部队在回避与穆斯林民兵交战并撤到了尚未完工的希尔顿酒店。在12月12日冲突双方短暂停火，此时被战斗拖得精疲力竭的双方意识到他们差不多仍维持在他们原先的阵地上，谁也没有取得多大进展。
尽管卡拉米总理在12月23日宣布双方停火，在两天后的15日，叙利亚方面、闪电突击队和巴解组织也向黎巴嫩民族运动军事和政治领导人施加压力要求接受停火协议。但在当天，停火协议并没有完全生效。一个由Hikmat Chehabi将军领导的叙利亚代表团在18日抵达贝鲁特以在双方之间进行斡旋。而在那天，40到50具尸体在腓尼基洲际酒店被发现。
1976年3月
在1976年年初的几个月，旅馆区的战斗比先前要缓和一些，因为交战双方别的地方的战斗分散了注意力。归功于叙利亚支持的停火协定，双方都成功维持了己方的阵地。但是在3月17日，双方再次重燃战火，当天黎巴嫩民族运动和巴解组织组成的联军在“黎巴嫩阿拉伯军（LAA）”的支援下针对贝鲁特市中心的右翼分子阵地发动了一次全面攻势。LAA是一支分离自黎巴嫩政府军的武装组织，以穆斯林为主，由逊尼派人士Ahmed al-Khatib中尉领导。
3月21日，巴解组织的突击队在左翼武装组织和穆斯林武装的支援下发动了一场大规模攻势，最终成功将长枪党武装赶出了假日酒店。战斗中巴解组织使用了借自LAA的装甲车。但是，出于宣传原因而从巴解组织手中接过假日旅店控制权的左翼武装组织成员因为庆祝活动而忘乎所以，致使长枪党武装在次日黎明夺回了该酒店。
结果巴勒斯坦武装组织被迫重头来过。在3月22日，黎巴嫩民族运动在巴解组织的支援下，在贝鲁特商业区发动反攻，他们决心将烈士广场以西所有残留的长枪党武装都清除干净。在之后的两天血腥的战斗及猛烈炮击之后，黎巴嫩长枪党被逐步赶回了他们位于烈士广场和Rue Allenby地区的阵地。战斗中有150人丧生，300人丧生。
到了3月23日，在沿Starco到希尔顿酒店形成的一条中轴线上，另一条战线形成了。黎巴嫩长枪党此时需要面对来自Riad El Solh 广场和 Nejmeh
广场、针对港口区和Rue de Damas方向的攻势。在同一天，独立纳赛尔主义组织重新从长枪党手中夺回假日酒店，这意味着黎巴嫩民族运动如今已经控制了贝鲁特市中心周边的大部分战略要点。
虽然基督教武装已经实质上丢掉了旅馆区的控制权，但是贝鲁特商业区的战斗还远没有停止。在之后的几个月，黎巴嫩阵线的领导层面临一个很痛苦的局面，由于黎巴嫩民族运动、巴解组织和黎巴嫩阿拉伯军队组成的联军正试图将他们赶进贝鲁特东部，他们正面临着输掉整场战争的风险。为了对抗这一威胁，黎巴嫩阵线最终同意组建一个基督教右翼民兵组织的统一指挥部门，由皮埃尔·杰马耶勒领导。杰马耶勒向他的支持者呼吁团结起来共同包围基督教徒地区。因此，到了3月26日，光黎巴嫩长枪党本身就能动员大约18000武装分子以保卫贝鲁特东部地区。
新组建的指挥部认为有必要守住贝鲁特的港口区域，并在Rue Allenby着手设立严密防线。黎巴嫩阵线暂时减缓了穆斯林、巴解组织和左翼武装组成的联军对港口区的进攻，而自由黎巴嫩军（AFL）—一支脱离自黎巴嫩政府军、由马龙派右翼人士Antoine Barakat上校领导的武装组织此时也加入了战斗。来自AFL旗下位于贝鲁特东南Fayadieh兵营的军官和士兵开始帮助那些被围困的基督教武装组织，为他们带去了急需的装甲车和重炮。3月31日，黎巴嫩民族运动和巴解组织的攻势最终在Rue
Allenby被阻止。在叙利亚威胁切断对穆斯林武装的武器供给之后，黎巴嫩民族运动和黎巴嫩阵线的领导人同意停火，停火协议在4月2日生效。
战斗结局
最终，争夺旅馆的战斗以及其他冲突给战斗各方上了一堂代价高昂的课。在战前，黎巴嫩阵线严重低估了黎巴嫩民族运动及其盟友巴解组织的军事实力以及组织能力以及他们从某些阿拉伯国家获得的军事和政治上的支持的能力。